# Пилипівка (Житомирський район)
Пили́півка (в минулому — Пилипи) — село в Україні, у Чуднівській міській територіальній громаді Житомирського району Житомирської області. Населення становить 610 осіб (2001).

## Історія
Станом на 1811 рік у Пилипах вже існувала доволі велика община старообрядців (71 особа чоловічої статі), які були залічені до міщанського стану.
Станом на 1885 рік у колишньому власницькому селі Пилипи П'ятківської волості Житомирського повіту Волинської губернії мешкало 759 осіб, налічувалось 85 дворових господарств, існували православна церква, каплиця старообрядців, постоялий будинок, лавка, 2 млини, смоляний і винокурний завод.
За переписом 1897 року кількість мешканців зросла до 1703 осіб (841 чоловічої статі та 862 — жіночої), з яких 1345 — православної віри, 331 — старообрядницької.
Під час організованого радянською владою Голодомору 1932—1933 років померло щонайменше 239 жителів села.
У 1923—59 роках — адміністративний центр Пилипівської сільської ради.

## Населення

### Мова
Розподіл населення за рідною мовою за даними перепису 2001 року:
| Мова       | Кількість | Відсоток |
| ---------- | --------- | -------- |
| українська | 433       | 70.98%   |
| російська  | 177       | 29.02%   |
| Усього     | 610       | 100%     |

## Відомі люди
- Сінельніков Іван Григорович (нар. 1960) — український фольклорист-музикознавець, професор.